# 康格
爱德温·赫德·康格（英語：Edwin Hurd Conger；1843年3月7日—1907年5月18日），美国外交官，曾担任驻巴西、中国、墨西哥公使。1900年中国爆发义和团运动，他和家人曾遭到围困。

## 亲属

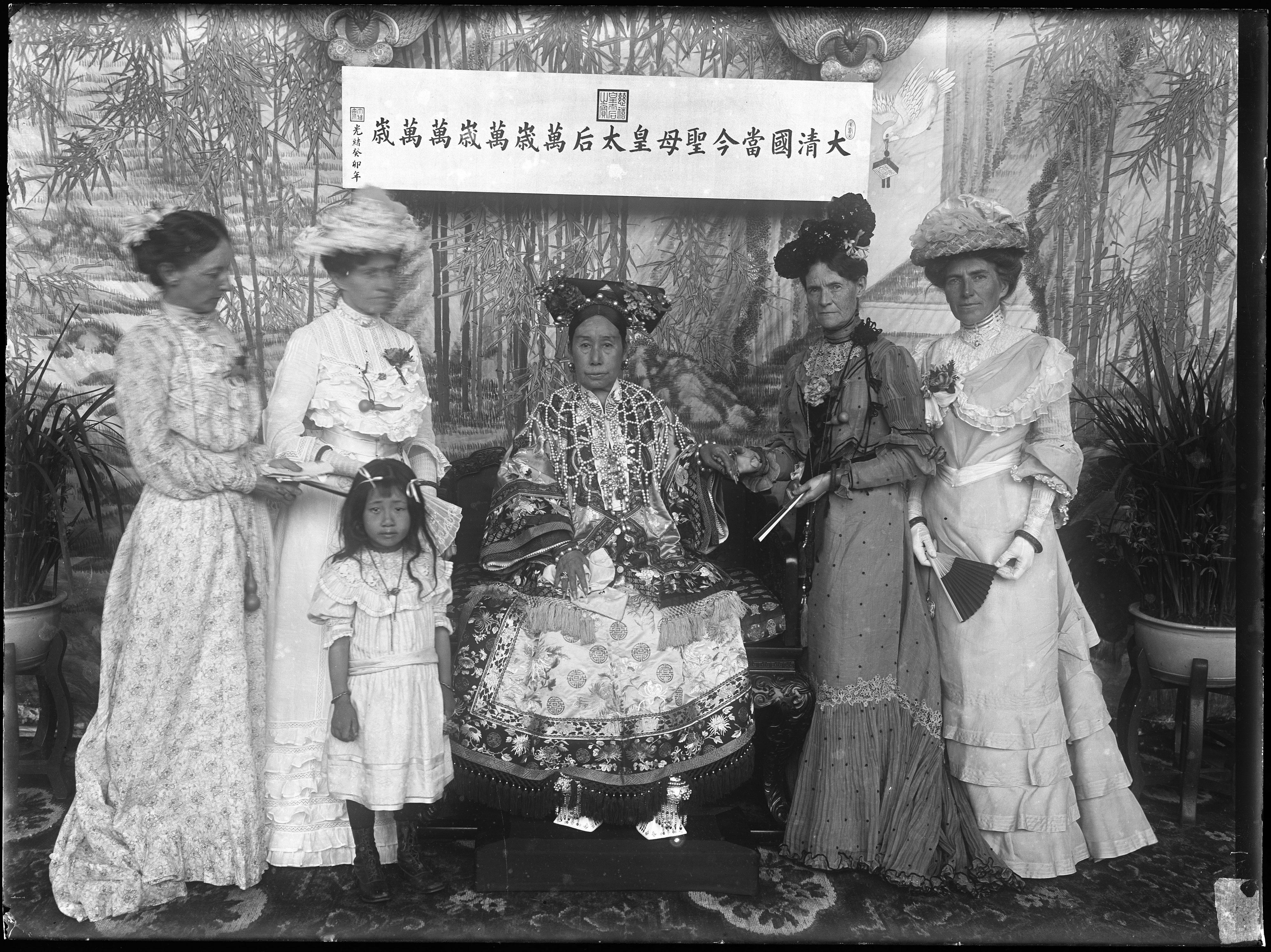
康格夫人與慈禧太后的合影。

康氏妻子名萨拉，曾多次入宫觐见慈禧太后，并且留有合影照片。